# Billel Omrani
Abdel Slem Billel Omrani (en árabe: عَبْد السَّلَام بِلَال عِمْرَانِيّ‎; Forbach, Francia, 2 de junio de 1993), o simplemete conocido como Billel Omrani, es un futbolista argelino que juega de delantero en el Anagennisi Karditsa de la Segunda Superliga de Grecia.

## Trayectoria
Omrani comenzó su carrera deportiva en el Olympique de Marsella, con el que firmó su primer contrato profesional el 19 de marzo de 2011. Con el Marsella debutó el 2 de octubre de 2011, en un partido de la Ligue 1 frente al Stade Brestois 29.
En la temporada 2013-14 estuvo cedido en el A. C. Arles-Avignon.

### CFR Cluj
En 2016 fichó por el CFR Cluj de la Liga I.

## Clubes
| Club                         | País    | Año       |
| ---------------------------- | ------- | --------- |
| Olympique de Marsella        | Francia | 2011-2016 |
| A. C. Arles-Avignon (cedido) | Francia | 2013-2014 |
| CFR Cluj                     | Rumania | 2016-2022 |
| FCSB                         | Rumania | 2022-2023 |
| F. C. Petrolul Ploiești      | Rumania | 2023-2024 |
| Wisła Cracovia               | Polonia | 2024      |
| F. C. Politehnica Iași       | Rumania | 2024-2025 |
| Anagennisi Karditsa          | Grecia  | 2025-     |

## Palmarés

### Títulos nacionales
| Título                     | Club                  | País    | Año  |
| -------------------------- | --------------------- | ------- | ---- |
| Supercopa de Francia       | Olympique de Marsella | Francia | 2011 |
| Copa de la Liga de Francia | Olympique de Marsella | Francia | 2012 |
| Liga I                     | CFR Cluj              | Rumania | 2018 |
| Supercopa de Rumania       | CFR Cluj              | Rumania | 2018 |
| Liga I                     | CFR Cluj              | Rumania | 2019 |
| Liga I                     | CFR Cluj              | Rumania | 2020 |
| Supercopa de Rumania       | CFR Cluj              | Rumania | 2020 |
| Liga I                     | CFR Cluj              | Rumania | 2021 |
| Liga I                     | CFR Cluj              | Rumania | 2022 |
| Copa de Polonia            | Wisła Cracovia        | Polonia | 2024 |